# ووستوچنویه (شهرستان بوزدیاکسکی، باشقیرستان)
ووستوچنویه (انگلیسی: Vostochnoye, Buzdyaksky District, Republic of Bashkortostan) یک شهرک در شهرستان بوزدیاکسکی باشقیرستان کشور روسیه است.